# Список керівників держав 4-го тисячоліття до н. е.

## Африка

### Стародавній Єгипет

#### 00 династія
- фараон Пен-Абу (Слон)
- фараон Бик
- фараон Скорпіон І

#### Нульова династія:

##### Нижній Єгипет
- фараон Сека
- фараон Іуха
- фараон Тіу
- фараон Ітієш
- фараон Нігеб
- фараон Унегбу
- фараон Іміхет
- фараон Подвійний Сокіл

##### Верхній Єгипет:
- фараон Ні-Нейт
- фараон Ні-Гор
- фараон Пе-Гор
- фараон Гат-Гор
- фараон Геджу-Гор
- фараон Шендет (Крокодил)
- фараон Скорпіон ІІ
- фараон Ірі-Гор
- фараон Ка

#### Перша династія:
- фараон Нармер
- фараон Хор-Аха
- фараон Теті І
- фараон Джер